# بافل هوراك (كرة يد)
بافل هوراك مواليد 28 نوفمبر 1982 في برشيروف، تشيكوسلوفاكيا، هو لاعب كرة يد تشيكي يلعب كظهير أيسر. يلعب حاليا مع نادي فوكس برلين لكرة اليد ويحمل الرقم 28. مثل منتخب التشيك لكرة اليد.

## المسيرة الاحترافية
لعب مع فغيش أوف غوبينغن في الدوري الألماني من سنة 2007 إلى 2013، ثم لعب مع نادي فوكس برلين لكرة اليد من سنة 2013 إلى 2015، ثم انضم إلى نادي إرلنغن لكرة اليد في الدوري الألماني في سنة 2015.

## سجل المنافسة
شارك في البطولات التالية:
- بطولة العالم لكرة اليد للرجال 2015
- بطولة أوروبا لكرة اليد للرجال 2012
- بطولة أوروبا لكرة اليد للرجال 2014

## روابط خارجية
- بافل هوراك على موقع الاتحاد الأوروبي لكرة اليد (الإنجليزية)
- بافل هوراك على موقع نادي كيل لكرة اليد (الألمانية)